# Ceratinella tigana
Ceratinella tigana är en spindelart som beskrevs av Chamberlin 1948. Ceratinella tigana ingår i släktet Ceratinella och familjen täckvävarspindlar.
Artens utbredningsområde är Alaska. Inga underarter finns listade i Catalogue of Life.